# Stary Sambor (hromada)
Stary Sambor – hromada terytorialna w rejonie samborskim obwodu lwowskiego Ukrainy. Siedzibą hromady jest miasto Stary Sambor.

## Miejscowości hromady
W skład hromady wchodzi miasto Stary Sambor, osiedle typu miejskiego Stara Sól i 24 miejscowości:

- Stary Sambor – miasto, centrum hromady
- Stara Sól – osiedle typu miejskiego
- Baczyna
- Bilicz
- Kobło Stare
- Lenina Wielka
- Ławrów
- Mrozowice
- Potok Wielki
- Rosochy
- Sosniwka
- Sozań
- Spas
- Stara Ropa
- Straszewice
- Strzelbice
- Suszyca
- Terszów
- Torhanowice
- Torczynowice
- Tycha
- Twary
- Wełykosilla
- Wola
- Wołoszynowa
- Zawadka